# Château de Herdringen
Le château de Herdringen (Schloss Herdringen) est un château en Allemagne, situé à Herdringen en Westphalie. Il appartient aux barons de Fürstenberg et constitue l'un des châteaux néogothiques les plus importants du pays. Il a été construit de 1844 à 1853 par Ernst Friedrich Zwirner, architecte affecté à la cathédrale de Cologne.

## Historique
Le domaine seigneurial de Herdringen a été mentionné par écrit pour la première fois en 1376. L'ancien château fort de Kettelburg était jusqu'en 1501 la demeure de la famille Ketteler. Après que l'ancien château est démoli, Johann von Hanxleden  et son épouse, née Élisabeth Ketteler, font bâtir plus à l'ouest un espace entourée de douves. Plus tard, des bâtiments à colombages sur une île artificielle au sud des bâtiments d'entrée du château sont érigés.

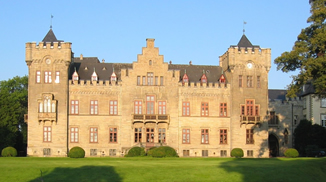
Le château de Herdringen

Le prince-évêque de Paderborn, Dietrich von Fürstenberg, achète le domaine en 1618 et le lègue à son neveu Friedrich von Fürstenberg (1576-1646). Un avant-château baroque y est édifié entre 1683 et 1723. Il comporte trois ailes. D'autres bâtiments sont rajoutés au fil du temps. C'est dans les années 1840 que commence la construction du château actuel en style néo-gothique anglais (style Tudor), très en vogue à l'époque romantique. Les douves et ses bâtiments sont  détruits en 1853. C'est ici qu'eut lieu le mariage du comte Franz von Wolff-Metternich et d'Élisabeth von Fürstenberg en 1925.
Le château abrite un internat privé d'enseignement secondaire de 1968 à 1998, dénommé Institut Schloss Herdringen.
Dans les années 1960, le château sert de lieu de tournage pour deux films allemands inspirés d'œuvres d'Edgar Wallace, Der Schwarze Abt (L'Abbé noir, titre en français : Le Crapaud masqué) de Franz Josef Gottlieb et Der Fälscher von London (Le Faussaire de Londres) d'Harald Reinl. Il sert encore de décor en 2008 pour le tournage de la série télévisée de la ZDF, Krupp – Eine deutsche Familie. 
Les pièces de réceptions ou le parc peuvent être loués aujourd'hui pour des réceptions, des séminaires, des présentations et toute sorte d'événements, ainsi que des concerts.

## Notes et références

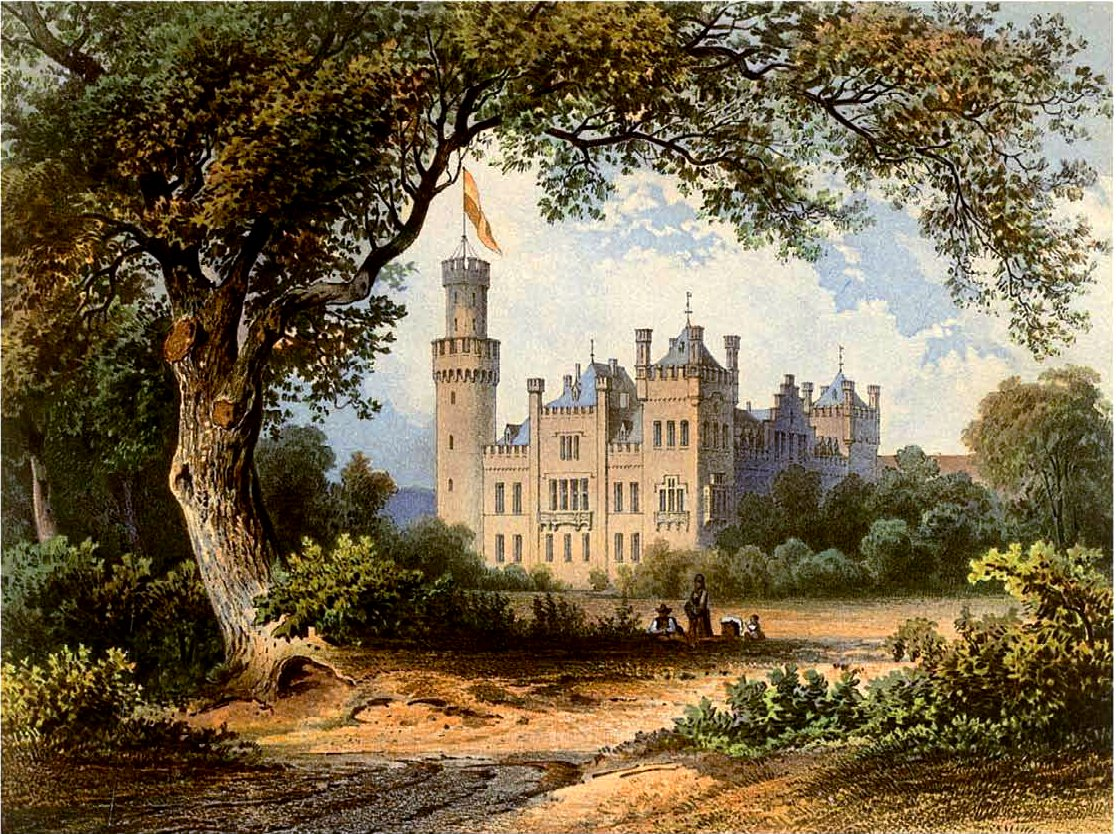
Le château de Herdringen vers 1860 (collection Alexander Duncker).

## Source
- (de) Cet article est partiellement ou en totalité issu de l’article de Wikipédia en allemand intitulé « Schloss Herdringen » (voir la liste des auteurs).